# Lamu (stad)
Lamu is een stad in Kenia, gelegen op het gelijknamige eiland Lamu vlak voor de oostelijke kust van het land. De stad is een van de oudste nederzettingen van Kenia en is gesticht door het Swahilivolk. De stad heeft vanaf begin 16e eeuw veel invloed ondervonden van de Portugezen en de Arabieren uit Oman. Deze invloeden hebben ertoe geleid dat de stad in 2001 door de UNESCO op de Werelderfgoedlijst is geplaatst.
De stad Lamu is een van de oudste steden in Oost-Afrika. De hoogtijdagen begonnen in de jaren 1500 als een bruisende havenstad. De economie van de Lamu was gebaseerd op goedkope slavenarbeid. Ivoor, neushoornhoorns, schildpadden en mangroven werden door de haven vervoerd. De Britten dwongen Zanzibar (stad) in 1873 de slavernij op te geven. In die tijd behoorde Lamu tot Zanzibar en werden daar ook slaven achtergelaten. Hierna vervaagde de havenactiviteit.
Tegenwoordig trekt de stad vele toeristen. In de vroege jaren 1970 was Lamu een populaire vakantiebestemming voor muziekartiesten zoals Mick Jagger. Later kochten veel royalty's, aristocraten en beroemdheden zoals Kate Moss, prinses Caroline van Monaco en Sting vakantiehuizen in Lamu.

## Galerij

Lamu
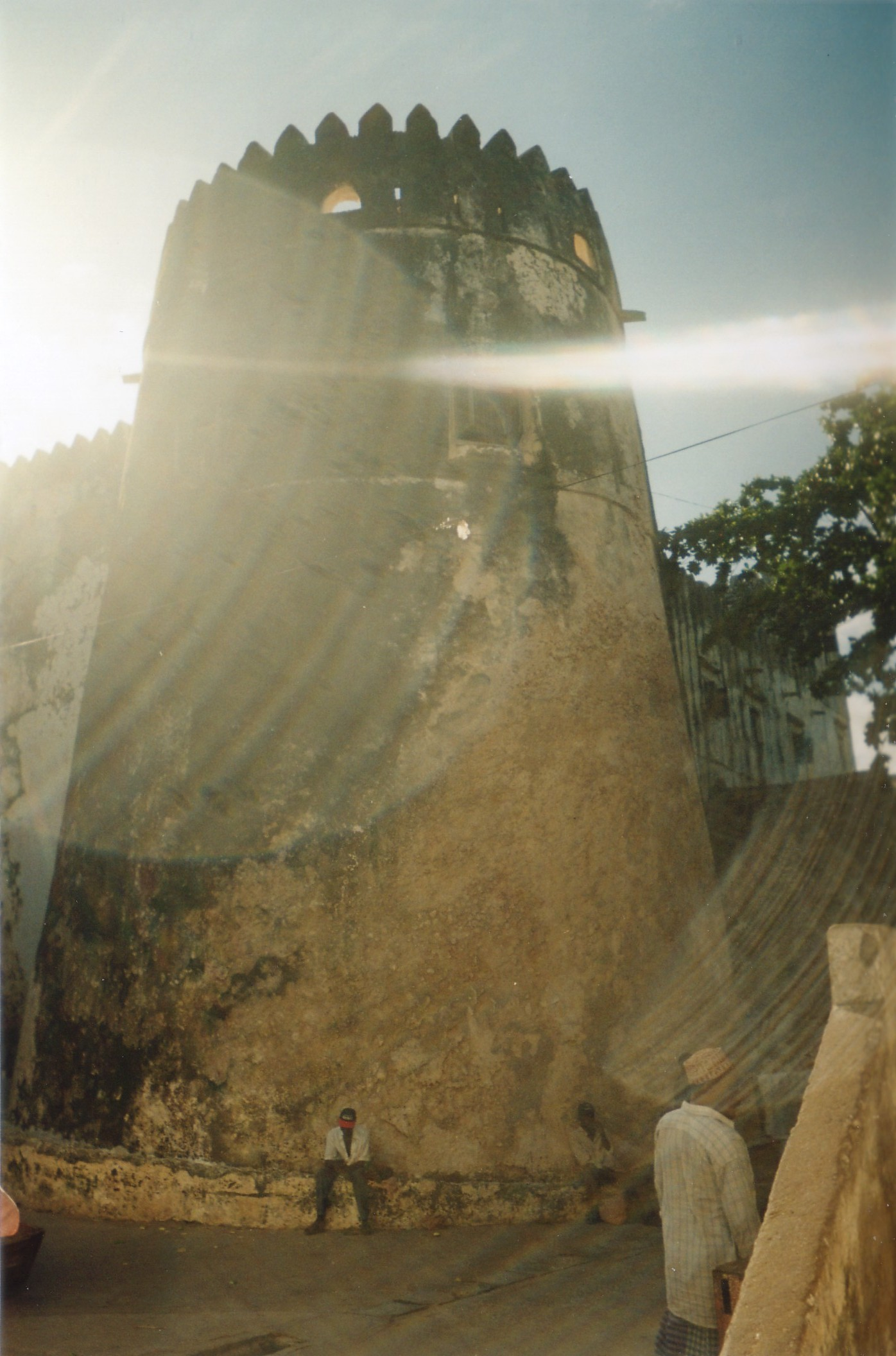
Het fort in Lamu uit de 19e eeuw
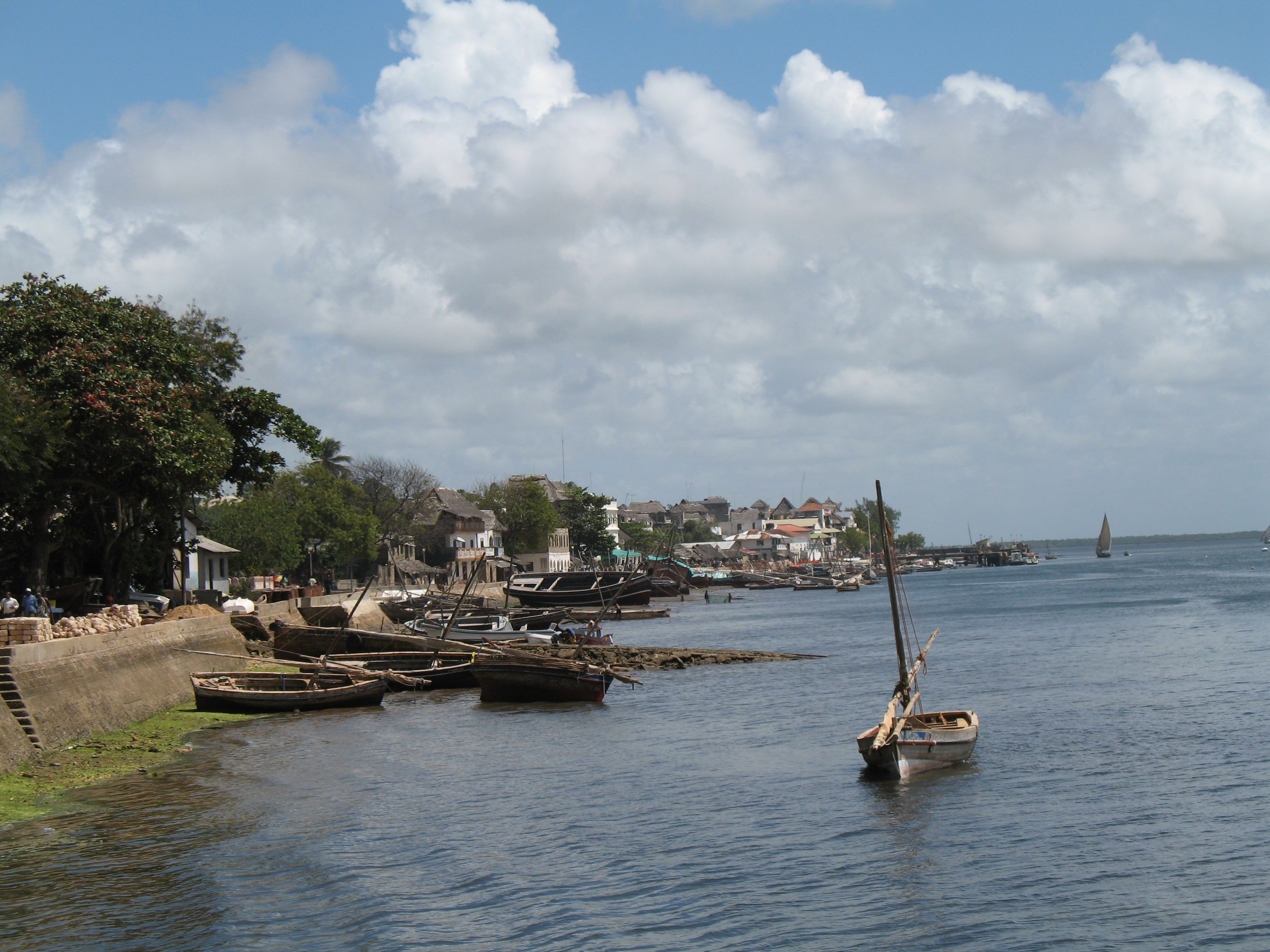
De kust bij Lamu
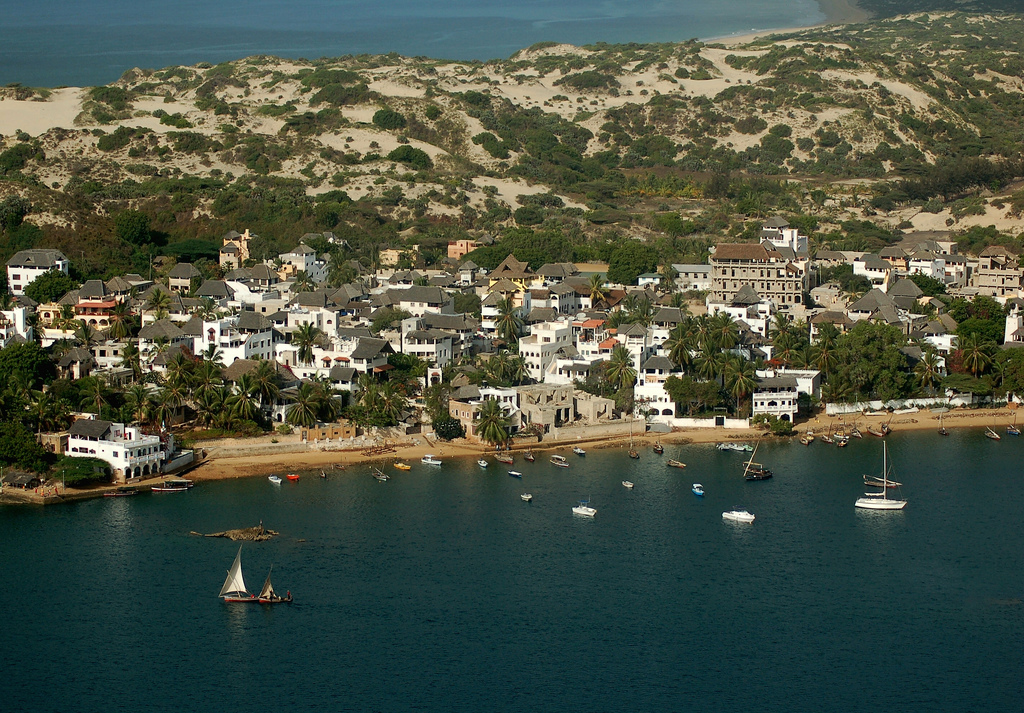
Luchtfoto
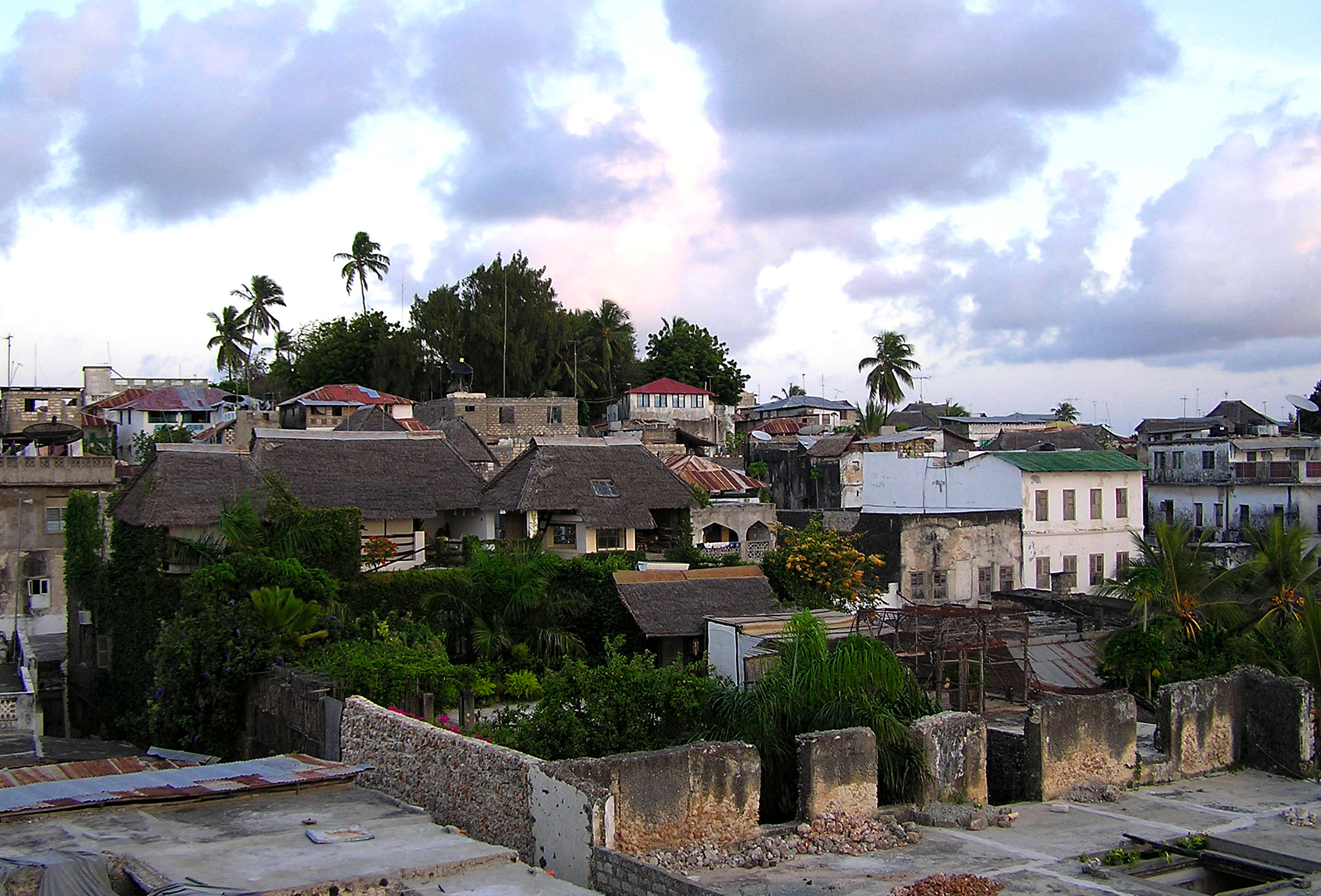
De stad